# 查維斯·美查
查維斯·保羅·美查（英語：Travis Paul Major，1990年2月18日—），生於澳洲悉尼，澳洲足球運動員，司職前鋒，現時效力澳洲職業聯賽球會FC悉尼。

## 球員生涯

### 澳洲
查維斯生於澳洲悉尼，出身於當地球會黑鎮魔的青訓系統，直至2010年獲提升到一隊，並在2014年球季取得24個進球，球季完結後，他獲澳職球會中岸水手垂青邀請於2015年1月轉會，使他得以首度參與頂級聯賽及隨球會出戰亞冠盃外圍賽，加盟後，他在1月24日主場對FC悉尼的聯賽，於66分鐘接應路斯的傳送為球隊破蛋隊，取得首個頂級聯賽進球，可惜結果以1–5大敗，直至球季完結後回歸黑鎮魔，並在23場比賽中取得11球及錄得12次助攻。

### 香港
2016年9月，查維斯以亞援身份加盟港超聯球會香港飛馬，彌補前巴塞隆拿B隊球員沙華受傷後的前鋒位置，並於11月15日以1–1逼和和富大埔的聯賽，取得在港超聯的首個入球。
12月10日對南華的聯賽，由於正選中堅傷出，故曾經有擔任中堅經驗的查維斯獲領隊安排客串該位置，最終協助飛馬以2–1勝出，2017年2月，隨着香港首席中鋒陳肇麒的加盟和艾華度傷勢仍未痊癒，查維斯繼續獲安排客串中堅位置，並在對南華及和富大埔都能有入球進帳。
儘管傷癒復出後，但查維斯仍穩坐正選中堅位置，而他當在飛馬落後時，會被領隊安排推前擔任前鋒位置，3月10日，他在以0–1落後東方龍獅的菁英盃四強尾段，重返前鋒位置即梅開二度，協助香港飛馬以2–1勝出。
可是直至球季完結後，查維斯起初不獲飛馬續約，結果尚有亞援名額的飛馬在泰國集訓期間決定重召他歸隊，回歸後，他在9月分別對勁旅傑志及東方龍獅的聯賽都後備入替，兼為飛馬絕殺對手，協助飛馬分別以1–1和1–0絕佳成績完場，結果查維斯在在各項賽事上陣26場錄得17球。
2019年4月22日，查維斯因家庭原因宣佈離隊，效力飛馬的3年內在港超聯一共上陣47場並攻入28球。
2019/20球季，查維斯加盟港超聯球會冠忠南區。

## 榮譽
港聯
- 香港賀歲盃冠軍（2018年）

黑鎮魔
- 國家超級聯賽冠軍（英语：2015 National Premier Leagues）（2015）
- 帝王盃亞軍（英语：2014 Waratah Cup）（2014）

香港飛馬
- 香港菁英盃亞軍（2016–17季度）

個人
- 國家超級聯賽（英语：National Premier Leagues NSW） 年度最佳球員（2013–14季度）[4]
- 香港超級聯賽 3月最有價值球員（2017–18季度）

## 外部連結
- Transfermark （页面存档备份，存于）
- Soccerway資料庫 （页面存档备份，存于）
- 香港足球總會網頁球員註冊資料 （页面存档备份，存于）